# Подарок

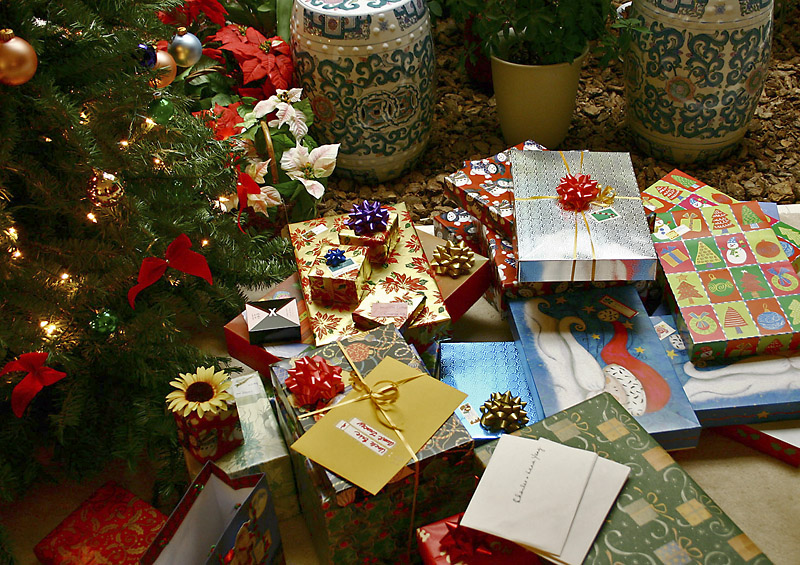
Подарки на Рождество

Пода́рок — вещь, которую даритель по собственному желанию безвозмездно преподносит в полное владение с целью доставить удовольствие, пользу получателю подарка.
Подарок имеет сходное значение с даром и пожертвованием. Но как правило, преподнесение подарка связано с каким-то поводом: определённым событием, обычаем или праздником. Поводы к подарку бывают самые разные. Самые распространённые из них:
- обычаи и праздники (день рождения, юбилей, Новый год, свадьба, Рождество, День святого Валентина);
- выражение признательности, благодарности;
- выражение любви или дружбы;
- выражение сочувствия;
- выражение симпатии.

Нередко подарок обладает дополнительным скрытым смыслом, понятным как для дарителя, так и для одариваемого. Этот смысл обусловлен личными отношениями людей, а также способом преподнесения подарка или же случаем, по которому подарок был преподнесён. Иногда подарок накладывает определённые обязательства на того, кому дарят, требует ответного подарка спустя какое-то время (подробнее…).
В данный момент понятие «подарка» сильно коммерциализировано. Существует целая индустрия производства и продажи подарков на разные случаи жизни, многие компании пользуются подарками в своих маркетинговых целях (устраивают конкурсы среди потребителей с раздачей подарков победителям, распространяют разными способами бесплатные образцы своей продукции или же вещи с атрибутикой компании).

## История

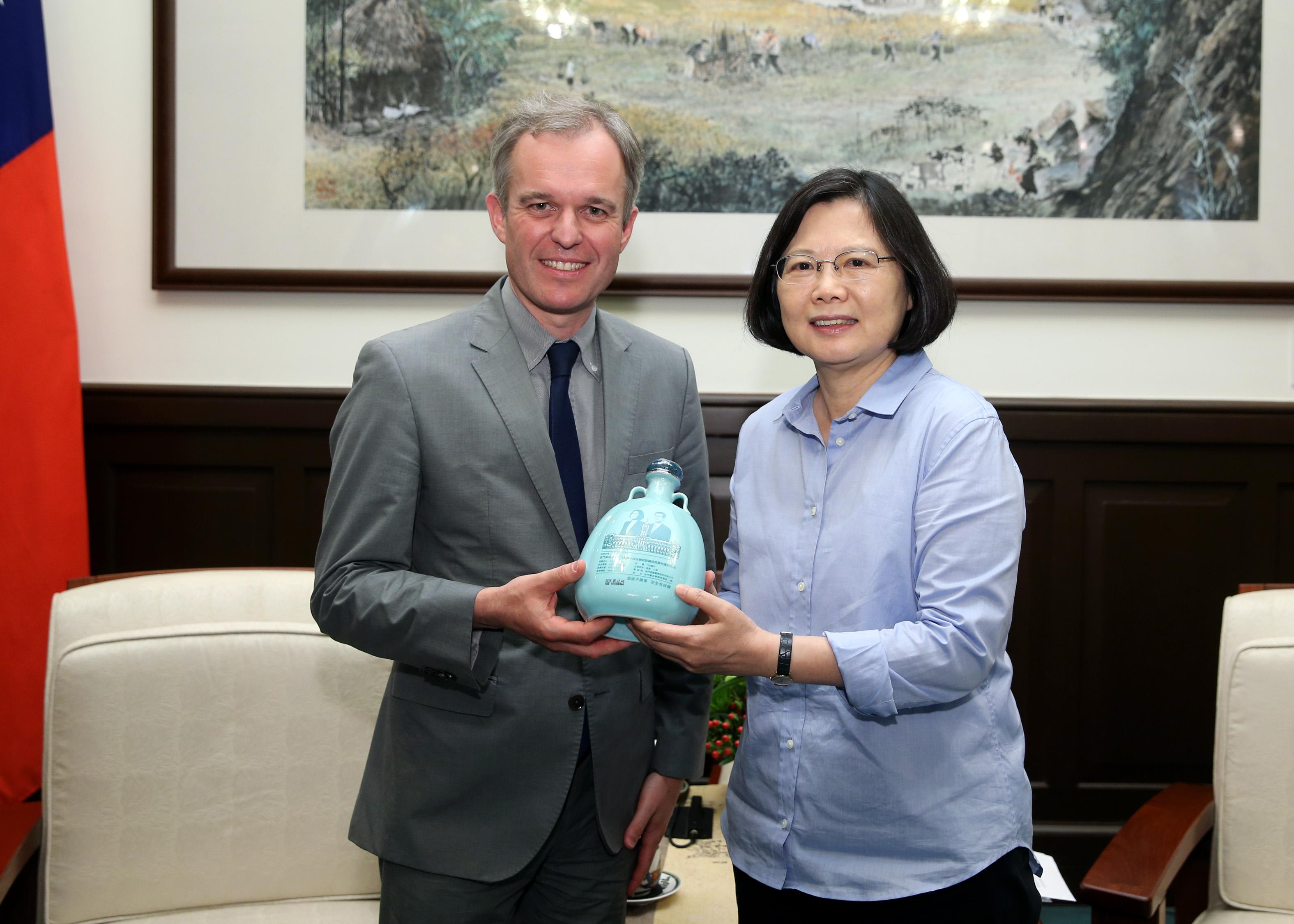
Президент Китайской Республики (Тайвань) Цай Инвэнь получает подарок от главы французской парламентской делегации Франсуа де Рюжи.

Традиция дарить подарки уходит в глубь веков. Подарки дарили и дарят на праздники, на свадьбы. Существовала традиция посольских даров, которые послы привозили монархам, к которым их посылали. В свою очередь, послы получали от них ответные подарки. Традиция подарков главам государств сохраняется и в наше время. Во время официальных визитов главы государств, как правило, обмениваются сувенирами, при этом все детали заранее согласовывают службы протоколов.

### История подарков в России
На Руси подарки всегда любили, умели находить в них тайный смысл и счастливые вести. В многочисленных сказочных преданиях говорится о подаренном ноже, на котором проявляется кровь, если его обладатель попадал за морем в беду. Или о том, как по подаренному кольцу жених узнаёт свою невесту. Также не случайно в сказках большинство чудесных предметов герой не находит, а получает в дар: будь то клубок, указывающий дорогу или кольцо, исполняющее желания.
На Руси у слова «подарок» был брат-близнец — «гостинец», произошедший от слова «гость». Раньше, по обычаю, человек всегда должен был входить в дом с подарком, и его готовы были в этом доме ответно «отдарить». Святочный обычай колядования также имел «подарочный» смысл — бытовало убеждение, что зажиточная жизнь связана не только с обилием на столе и в погребах, но и с обязательной щедростью, готовностью делиться и одаривать ближних.
На масленицу дарили узорчатые пряники с надписями «Кого люблю, того дарю», «От милого подарок дороже золота».
Также до сих пор жив обычай обмениваться на Пасху крашеными яйцами.
Во времена СССР существовала расхожая фраза, пропагандируемая СМИ — «Книга — лучший подарок».